# Атепцевский сельский округ
Атепцевский сельский округ — упразднённая административно-территориальная единица, существовавшая на территории Наро-Фоминского района Московской области в 1994—2006 годах.
Атепцевский сельсовет был образован в первые годы советской власти. По данным 1923 года он входил в состав Наро-Фоминской волости Звенигородского уезда Московской губернии.
В 1926 году Атепцевский с/с включал село Атепцево, деревню Горчухино, бумажную фабрику и лесную сторожку.
В 1929 году Атепцевский сельсовет вошёл в состав Наро-Фоминского района Московского округа Московской области. При этом к нему был присоединён Слизневский с/с.
14 июня 1954 года к Атепцевскому с/с был присоединён Могутовский с/с.
30 июня 1958 года из Башкинского с/с в Атепцевский были переданы селения Елагино, Котово, Щекутино и территория подсобного хозяйства «Котово».
21 мая 1959 года к Атепцевскому с/с был присоединён Башкинский с/с. Одновременно из Атепцевского с/с в Новофёдоровский были переданы селения Афанасово, Ивановка, Мачехино, Могутово и Савеловка.
30 декабря 1962 года Наро-Фоминский район был упразднён и Атепцевский с/с вошёл в Звенигородский сельский район. 11 января 1965 года Атепцевский с/с был возвращён в восстановленный Наро-Фоминский район.
23 июня 1988 года в Атепцевском с/с была упразднена деревня Мишуково.
3 февраля 1994 года Атепцевский с/с был преобразован в Атепцевский сельский округ.
22 ноября 1995 года в Атепцевском с/о была упразднена деревня Ольховка.
6 декабря 1995 года в Атепцевском с/о был образован посёлок Новая Ольховка, в черту которого была включена деревня Татарка.
26 февраля 1997 года в Атепцевском с/о посёлок станции Латышская был преобразован в деревню Латышская.
В ходе муниципальной реформы 2004—2005 годов Атепцевский сельский округ прекратил своё существование как муниципальная единица. При этом все его населённые пункты были переданы в Сельское поселение Атепцевское.
29 ноября 2006 года Атепцевский сельский округ исключён из учётных данных административно-территориальных и территориальных единиц Московской области.